# Wigner-Seitz-Zelle

Konstruktion einer Wigner-Seitz-Zelle (rot) in 2D

Die Wigner-Seitz-Zelle (nach Eugene Paul Wigner und Frederick Seitz) bezeichnet eine spezielle primitive Zelle eines Kristallgitters, die durch eine eindeutige Konstruktionsvorschrift festgelegt ist. Die Wigner-Seitz-Zelle enthält nur einen Gitterpunkt, und zwar in ihrem Zentrum. Alle Orte im Inneren der Wigner-Seitz-Zelle liegen diesem Gitterpunkt näher als den benachbarten Gitterpunkten. Ihre Entsprechung im reziproken Gitter ist die erste Brillouin-Zone.
Die Wigner-Seitz-Zelle ist Ausgangspunkt zur Beschreibung zahlreicher mechanischer und elektrischer Eigenschaften von Festkörpern.
Die Wigner-Seitz-Zelle ist der dreidimensionale Spezialfall einer Voronoi-Zelle für Kristallgitter. Insofern liefert die Voronoi-Theorie die mathematische Beschreibung und damit auch viele Algorithmen zu ihrer Handhabung.
Durch Translation einer Wigner-Seitz-Zelle in verschiedene Raumrichtungen lässt sich eine lückenlose und überlappungsfreie Zerlegung des Raumes erreichen.

## Konstruktion
Für die Konstruktion wählt man einen Gitterpunkt und halbiert die Verbindungsstrecken zu sämtlichen anderen Punkten des Kristallgitters durch Normalebenen, d. h. durch Ebenen, auf denen die Verbindungsstrecken jeweils senkrecht stehen (in 3D), bzw. durch Mittelsenkrechten (in 2D). So erhält man rund um den Gitterpunkt ein Volumen (in 3D) bzw. eine Fläche (in 2D), die durch die Normalebenen bzw. durch die Mittelsenkrechten begrenzt wird. Dies ist die Wigner-Seitz-Zelle. 